# Matèria fosca freda
En cosmologia i física de partícules, la matèria fosca freda (CDM sigles en anglès) és una hipotètica forma de matèria (una mena de matèria fosca) les partícules de la qual es mouen lentament comparades amb la velocitat de la llum i interactua molt feblement amb la radiació electromagnètica. Es pensa que aproximadament el 80% de la matèria de l'univers és matèria fosca, i només una petita part matèria bariònica ordinària què compon les estrelles, els planetes i els organismes vius. Aquesta teoria pretén ser una descripció de com l'univers passà del seu estat inicial uniforme en els primers temps (com es veu a la radiació de fons de microones) a la distribució grumollosa de galàxies i cúmuls que veiem actualment, formant estructures a gran escala de l'univers. La teoria mostra el rol crucial de les galàxies nanes, ja que es creu que són blocs de construcció natural que formen estructures més grans creades per les fluctuacions de densitat a petita escala en l'univers primigeni. La teoria fou originàriament publicada el 1984 pels físics Joel R. Primack, George Blumenthal, Sandra Moore Faber i Martin Rees.
En la teoria de la matèria fosca, les estructures creixen jeràrquicament, els objectes petits es col·lapsen sota la seva pròpia gravetat primer i s'uneixen en una jerarquia contínua per formar objectes més grans i més massius. En el paradigma de la matèria fosca calenta, popular en els anys 80, les estructures no es formaven jeràrquicament (d'avall amunt), sinó que es formaven més aviat per fragmentació (d'amunt en avall), amb grans supercúmuls formant primer làmines com crep i, posteriorment, fragmentant-se en peces més petites com la nostra galàxia. Les prediccions de la matèria fosca calenta no estan en consonància amb les observacions de les estructures a gran escala, mentre que el paradigma de la matèria fosca freda sí que ho està a grans trets.

## Composició
La matèria fosca es detecta gràcies a les seves interaccions gravitatòries amb la matèria ordinària i la radiació. Per això, és molt difícil determinar quins són els seus constituents. Els seus candidats estarien dividits en tres categories:
- Els axions: són partícules molt lleugeres amb un tipus específic d'autointeracció que les fa possibles candidates a matèria fosca freda.[2][3] Els axions tenen l'avantatge teòric que la seva existència soluciona el problema de CP fort en la cromodinàmica quàntica, però no s'han detectat.

- MACHO: o objectes astrofisics compactes massius de l'halo; són grans objectes condensats com els forats negres, estel de neutrons, nanes blanques, estrelles molt febles, o objectes no lluminosos com els planetes. La seva recerca consisteix a usar lents gravitatòries per a veure l'efecte d'aquests objectes en galàxies de fons. La majoria dels científics pensen que les restriccions d'aquestes recerques eliminen els MACHO com a candidats a matèria fosca viable.[4][5][6][7][8][9]

- WIMP: la matèria fosca està composta de partícules massives d'interacció feble. No hi ha actualment cap partícula amb les propietats necessàries, però moltes extensions del model estàndard de física de partícules prediu aquestes partícules. La recerca de WIMP significa intents de detenció directa mitjançant detectors altament sensibles, així com intents de producció en acceleradors de partícules. Els WIMP es consideren els candidats a matèria fosca més prometedors.[5][7][9] Els experiments DAMA/NaI i el seu successor DAMA/LIBRA asseguren haver detectar partícules de matèria fosca travessant la Terra, però molts científics hi són escèptics, ja que no hi ha hagut cap resultat compatible en experiments similars als obtinguts als DAMA.

## Objeccions
Han aparegut algunes discrepàncies entre les prediccions del paradigma de la matèria fosca de la partícula i les observacions de galàxies i els seus cúmuls:
- El problema de la cúspide de l'halo: la partícula de matèria fosca freda prediu que la distribució de la densitat d'halos de matèria fosca tingui pics més alts dels observats en les galàxies per les investigacions en les seves corbes de rotació.[10]
- El problema de les galàxies nanes: la partícula de matèria fosca freda prediu nombres més elevats de galàxies nanes (sobre unes mil vegades menys massives que la Via Làctia que les observades).[11]

Tots aquests problemes tenen possibles solucions, i encara resta poc clar si les objeccions que presenten poden ser prou importants.